# Karpendonkse Plas
De Karpendonkse Plas is een grote kunstmatige plas in het Eindhovense stadsdeel Tongelre.
De plas is aangelegd voor zandwinning ten behoeve van het Hoogspoor, een project dat in 1953 gereedgekomen is en ten doel had om de verkeersverbindingen van noord naar zuid te verbeteren.
Tegenwoordig is de plas, waarin zich een eilandje bevindt, gelegen in een parkachtige omgeving, deels bestaande uit naaldbos met onder meer rododendrons en jeneverbessen. Op de plas zijn regelmatig veel watervogels te vinden.
Bij de plas is een beeldje van Antoinette Briët te vinden, en verderop is er nog een midgetgolfbaan en een restaurant, de Karpendonkse Hoeve, die in 2007 voor de dertigste keer op rij met een Michelin-ster werd bekroond. Diverse evenementen, zoals het Concours Hippique en Eindhoven Ballooning, worden op de grasvelden bij de plas georganiseerd.
Tegenover de Karpendonkse plas bevindt zich de IJzeren Man, een oudere kunstmatige plas uit 1910.
Sinds februari 2020 wordt er wekelijks de Karpendonkse Plas parkrun gehouden.

## Foto's

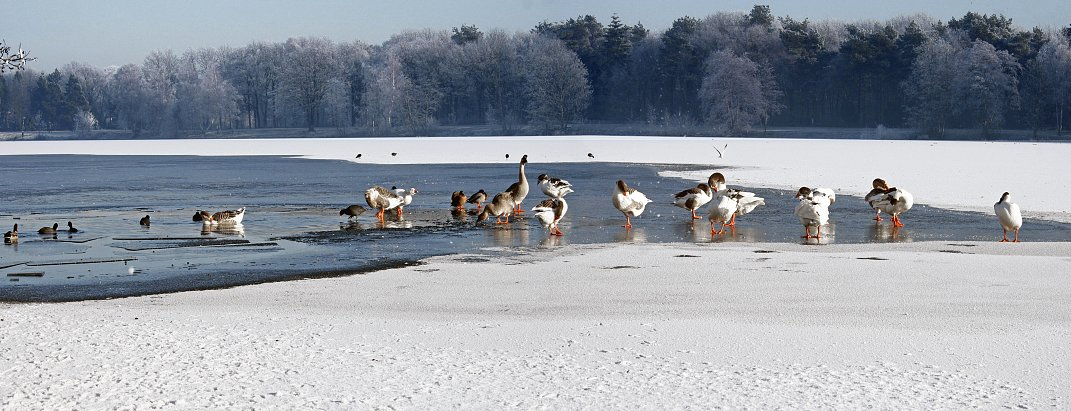
De karpendonkse Plas (Karpen)
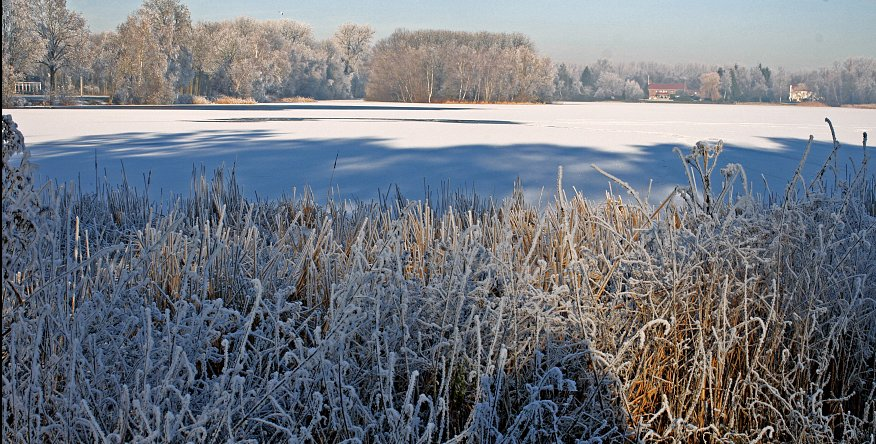
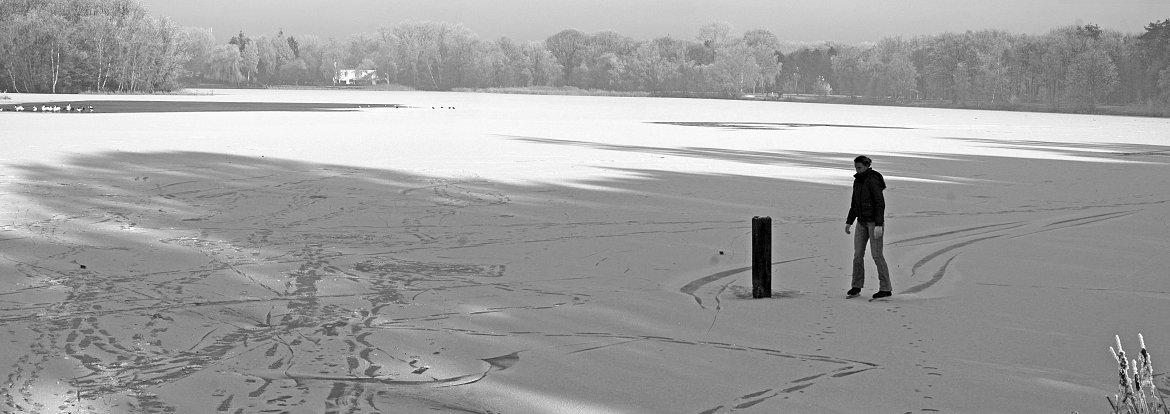
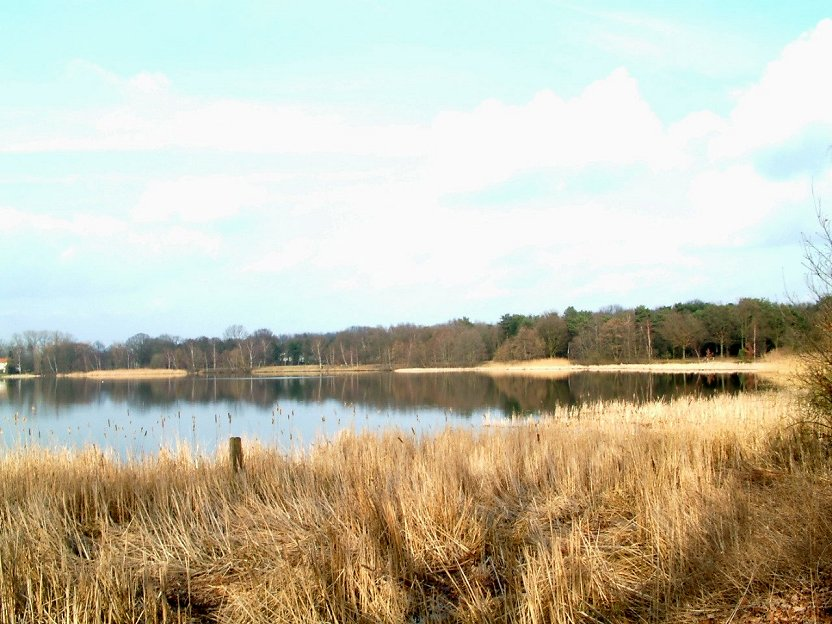
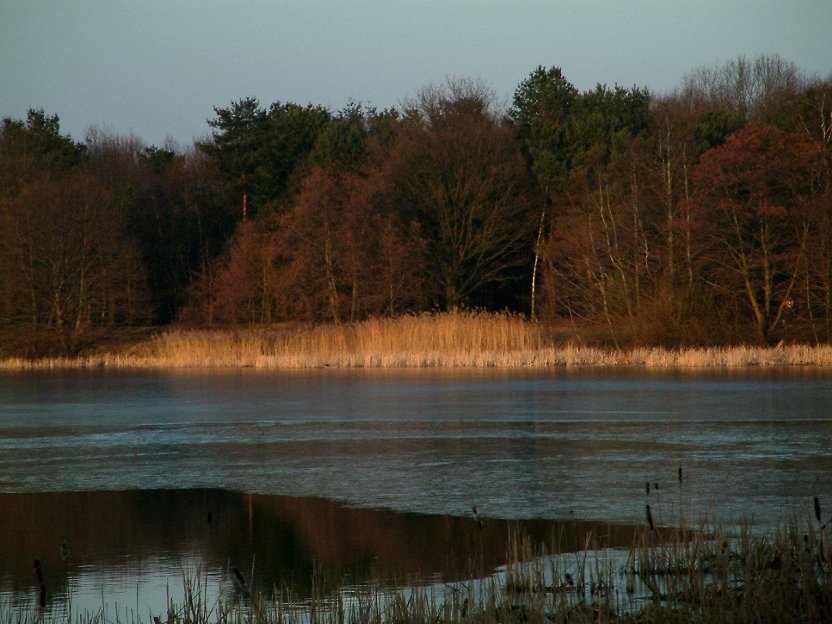
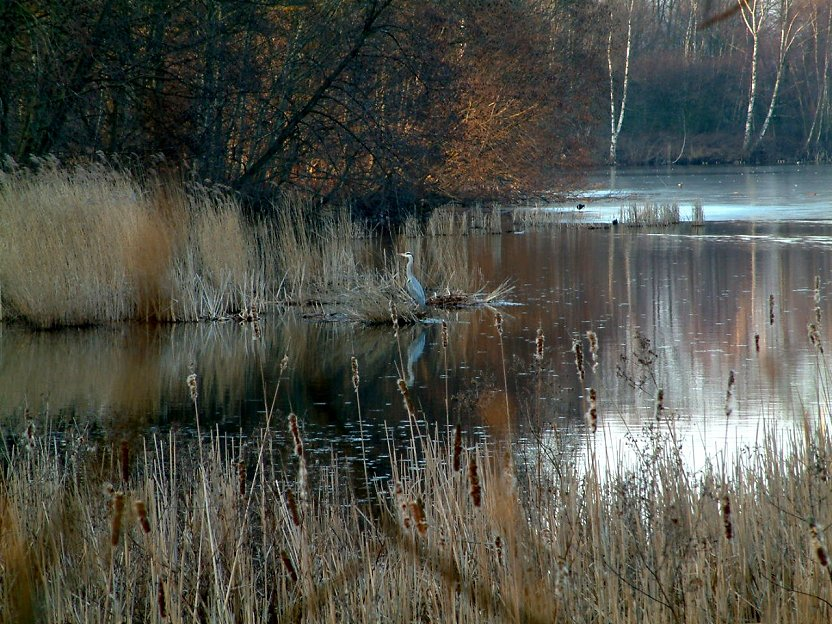
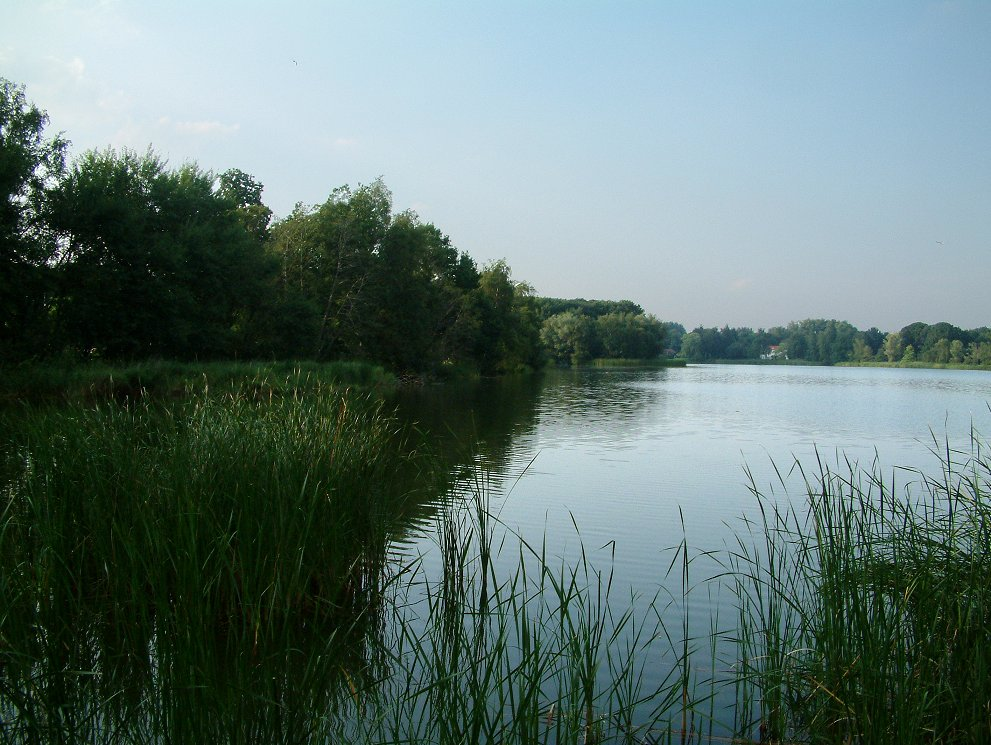
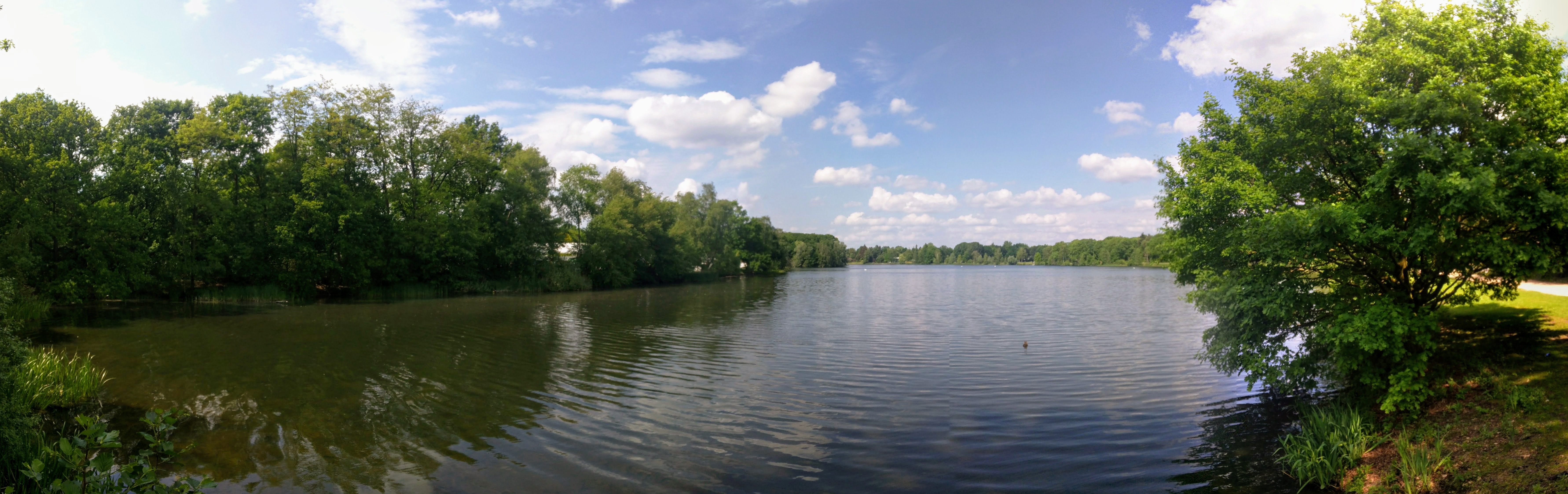